# Circonscription autonomique de Grenade
Ne doit pas être confondu avec Circonscription électorale de Grenade.
La circonscription électorale de Grenade est l'une des huit circonscriptions électorales d'Andalousie pour les élections au Parlement d'Andalousie.
Elle correspond géographiquement à la province de Grenade.

## Synthèse
|             |       | 1982 | 1986 | 1990 | 1994 | 1996 | 2000 | 2004 | 2008 | 2012 | 2015 | 2018 | 2022 |  |
| ----------- | ----- | ---- | ---- | ---- | ---- | ---- | ---- | ---- | ---- | ---- | ---- | ---- | ---- |  |
| UCD         |       | 2    |      |      |      |      |      |      |      |      |      |      |      |  |
| PCE         |       | 1    | 2    |      |      |      |      |      |      |      |      |      |      |  |
| AP & alliés |       | 2    | 4    |      |      |      |      |      |      |      |      |      |      |  |
| IULV-CA     |       |      |      | 1    | 2    | 1    | 1    | 1    | 1    | 1    | 1    |      |      |  |
| PA          |       |      |      | 1    |      |      |      |      |      |      |      |      |      |  |
| PSOE-A      |       | 8    | 7    | 7    | 5    | 7    | 6    | 7    | 6    | 6    | 5    | 4    | 4    |  |
| PPA         |       |      |      | 4    | 6    | 5    | 6    | 5    | 6    | 6    | 4    | 3    | 6    |  |
| Podemos     |       |      |      |      |      |      |      |      |      |      | 2    |      |      |  |
| Cs          |       |      |      |      |      |      |      |      |      |      | 1    | 3    |      |  |
| AA          |       |      |      |      |      |      |      |      |      |      |      | 2    |      |  |
| Vox         |       |      |      |      |      |      |      |      |      |      |      | 1    | 2    |  |
| PorA        |       |      |      |      |      |      |      |      |      |      |      |      | 1    |  |
|             |       |      |      |      |      |      |      |      |      |      |      |      |      |  |
| Total       | Total | 13   | 13   | 13   | 13   | 13   | 13   | 13   | 13   | 13   | 13   | 13   | 13   |  |

## Résultats détaillés

### 1982
| Parti     | Parti | Députés élus |
| --------- | ----- | --- |
| PSOE-A    |       | Antonio Jara Andreu, Juan José López Martos, Javier Torres Vela, Enrique Cobo Fernández, Manuel Pezzi Ceretto, Antonio Rodrigo Pérez, Antonio India Gotor, Amalia Jiménez García |
| AP-PDP-UL |       | José Gabriel Díaz Berbel, Francisco Hurtado Atienza |
| UCD       |       | José Sánchez Paba, Antonio José Iglesias Casado |
| PCE       |       | Francisco Javier Terriente Quesada |

- Francisco Terriente (PCE) est remplacé en février 1983 par Rafael Fernández-Piñar y Afán de Ribera.
- José Sánchez (UCD) est remplacé en février 1983 par José Cuevas Pérez.
- Juan José López (PSOE-A) est remplacé en janvier 1984 par Emilio López Saldaña.
- Gabriel Díaz (AP) est remplacé en juin 1985 par África Gran Elez-Villarroel.

### 1986
| Parti     | Parti | Députés élus |
| --------- | ----- | --- |
| PSOE-A    |       | Javier Torres Vela, Manuel Pezzi Ceretto, Antonio India Gotor, Emilio López Saldaña, Rafael Gómez Sánchez, Jesús Ángel Quero Molina, Carmen María Valdivieso Maldonado |
| AP-PDP-PL |       | Luis Casaseca Navas, Juan María Santaella Porras, Pedro María Revilla López, Juan de Dios Martínez Soriano                                                             |
| IU-CA     |       | Pedro Granados Navas, Enrique Palma Marín |

- Antonio India (PSOE-A) est remplacé en septembre 1987 par Luis Yáñez Cifuentes.

### 1990
| Parti   | Parti | Députés élus |
| ------- | ----- | --- |
| PSOE-A  |       | Antonio Claret García García, José Torres Vela, Mariana Gutiérrez Terrán, Manuel Pezzi Ceretto, María Francisca Guzmán Guzmán, Rafael Gómez Sánchez, Jesús Ángel Quero Molina |
| PPA     |       | José Torres Hurtado, Juan María Santaella Porras, Pedro María Revilla López, Juan Ramón Casero Domínguez                                                                      |
| IULV-CA |       | Pedro Granados Navas |
| PA      |       | Mariano Pérez de Ayala Conradi |

### 1994
| Parti   | Parti | Députés élus |
| ------- | ----- | --- |
| PPA     |       | José Torres Hurtado, Juan María Santaella Porras, Pedro María Revilla López, Juan Ramón Casero Domínguez, José Luis del Ojo Torres, Carolina González Vigo |
| PSOE-A  |       | Antonio Claret García García, José Torres Vela, Rafael Gómez Sánchez, Antonia Aranega Jiménez, María del Carmen Molina Hernández                           |
| IULV-CA |       | Francisco de Paula Ríos Carrégalo, Álvaro Antonio Martínez Sevilla                                                                                         |

### 1996
| Parti   | Parti | Députés élus |
| ------- | ----- | --- |
| PSOE-A  |       | Antonio Claret García García, Manuel Pezzi Cereto, María del Carmen Molina Hernández, José Torres Vela, Francisco Álvarez de la Chica, María del Mar Román Martínez, Manuel García Albarral |
| PPA     |       | José Torres Hurtado, Juan María Santaella Porras, Juan Ramón Casero Domínguez, José Luis del Ojo Torres, Carolina González Vigo                                                             |
| IULV-CA |       | Francisco de Paula Ríos Carrégalo |

- José Torres Hurtado (PPA) est remplacée en juin 1996 par María Victoria del Valle Bueno.

### 2000
| Parti   | Parti | Députés élus |
| ------- | ----- | --- |
| PSOE-A  |       | José Torres Vela, María Teresa Jiménez Vílchez, Antonio Claret García García, Clara Aguilera, Manuel Pezzi Cereto, María del Mar Román Martínez           |
| PPA     |       | Juan de Dios Martínez Soriano, Juan María Santaella Porras, Carolina González Vigo, Isabel María Torné Poyatos, Carlos Rojas García, José Torrente García |
| IULV-CA |       | Francisco de Paula Ríos Carrégalo |

- Teresa Jiménez (PSOE-A) est remplacée en mai 2000 par Manuel García Albarral.
- Isabel Torné (PPA) est remplacée en mai 2000 par Santiago Pérez López.
- Antonio Claret García (PSOE-A) est remplacé en septembre 2001 par María Encarnación Blázquez Peñalver.

### 2004
| Parti   | Parti | Députés élus |
| ------- | ----- | --- |
| PSOE-A  |       | Clara Aguilera, Francisco Álvarez de la Chica, Cándida Martínez López, Ángel Javier Gallego Morales, Rocío Palacios de Haro, José García Giralte, Concepción Ramírez Marín |
| PPA     |       | Juan de Dios Martínez Soriano, Carolina González Vigo, Carlos Rojas García, Santiago Pérez López, José Torrente García                                                     |
| IULV-CA |       | Pedro Vaquero del Pozo |

### 2008
| Parti   | Parti | Députés élus |
| ------- | ----- | --- |
| PSOE-A  |       | María Teresa Jiménez Vílchez, Francisco Álvarez de la Chica, Clara Aguilera, Ángel Javier Gallego Morales, María José López González, José García Giralte |
| PPA     |       | Carlos Rojas García, María Eva Martín Pérez, Santiago Pérez López, María del Carmen Reyes Ruiz, Antonio Ayllón Moreno, Carolina González Vigo             |
| IULV-CA |       | Pedro Vaquero del Pozo |

- María José López (PSOE-A) est remplacée en juin 2009 par María Flor Almón Fernández.
- Antonio Ayllón (PPA) est remplacé en décembre 2011 par Rafael Vicente Valero Rodríguez.
- Santiago Pérez (PPA) est remplacé en janvier 2012 par Soledad Martínez Román qui ne prend pas possession.

### 2012
| Parti   | Parti | Députés élus |
| ------- | ----- | --- |
| PPA     |       | Carlos Rojas García, María Eva Martín Pérez, Luis González Ruiz, Marifrán Carazo, Juan Ramón Ferreira Siles, Ana Vanessa García Jiménez                           |
| PSOE-A  |       | María Teresa Jiménez Vílchez, Francisco Álvarez de la Chica, Clara Aguilera, Miguel Castellano Gámez, María Nieves Masegosa Martos, Francisco Javier Aragón Ariza |
| IULV-CA |       | María Carmen Pérez Rodríguez |

- Nieves Masegosa (PSOE-A) est remplacée en octobre 2013 par María Flor Almón Fernández.
- Francisco Álvarez de la Chica (PSOE-A) est remplacé en mai 2014 par María José Mateos Ortigosa.
- Clara Aguilera (PSOE-A) est remplacée en juillet 2014 par Juan José Martín Arcos.

### 2015
| Parti      | Parti | Députés élus |
| ---------- | ----- | --- |
| PSOE-A     |       | María Teresa Jiménez Vílchez, Miguel Castellano Gámez, María José Sánchez Rubio, Francisco Javier Aragón Ariza, Olga Manzano Pérez |
| PPA        |       | Carlos Rojas García, Ana Vanessa García Jiménez, Juan Ramón Ferreira Siles, Marifrán Carazo                                        |
| Podemos    |       | José Luis Serrano Moreno, María del Carmen Lizárraga Mollinedo                                                                     |
| Ciudadanos |       | José Antonio Funes Arjona |
| IULV-CA    |       | María del Carmen Pérez Rodríguez                                                                                                   |

- José Luis Serrano (Podemos) est remplacé en février 2016 par Jesús Alberto de Manuel Jerez.
- Carlos Rojas (PPA) est remplacé en février 2016 par Rafael Vicente Valero Rodríguez.
  - Rafael Valero (PPA) est remplacé en janvier 2018 par María Eva Martín Pérez.

### 2018
| Parti      | Parti | Députés élus                                                                                             |
| ---------- | ----- | --- |
| PSOE-A     |       | María Teresa Jiménez Vílchez, Juan José Martín Arcos, María José Sánchez Rubio, Gerardo Sánchez Escudero |
| PPA        |       | Marifrán Carazo, Rafael Francisco Caracuel Cáliz, Ana Vanessa García Jiménez                             |
| Ciudadanos |       | María del Mar Sánchez Muñoz, Raúl Fernando Fernández Asensio, Concepción González Insúa                  |
| AA         |       | María del Carmen Lizárraga Mollinedo, Jesús Fernández Martín                                             |
| Vox        |       | Francisco José Ocaña Castellón                                                                           |

- Carmen Lizárraga (AA) est remplacée en février 2019 par Ana Villaverde Valenciano.

### 2022
| Parti  | Parti | Députés élus |
| ------ | ----- | --- |
| PPA    |       | Marifrán Carazo, Jorge Saavedra Requena, Trinidad Herrera Lorente, Pablo García Pérez, Rosa María Fuentes Pérez, Mariano García Castillo |
| PSOE-A |       | Noel López Linares, Olga Manzano Pérez, Gerardo Sánchez Escudero, María Ángeles Prieto Rodríguez                                         |
| Vox    |       | Macarena Olona, Ricardo López Olea |
| PorA   |       | Alejandra Durán Parra |

- Macarena Olona (Vox) est remplacée en septembre 2022 par Cristina Alejandra Jiménez Jiménez.
- Marifrán Carazo (PPA) est remplacée le 28 juin 2023 par Celia Santiago Buendía.